# Crepidium matsudae
Crepidium matsudae är en orkidéart som först beskrevs av Yoshimatsu Yamamoto, och fick sitt nu gällande namn av Dariusz Lucjan Szlachetko. Crepidium matsudae ingår i släktet Crepidium, och familjen orkidéer. Inga underarter finns listade i Catalogue of Life.